# Unterseeboot 336
Le Unterseeboot 336 (ou U-336) est un sous-marin allemand (U-Boot) de type VII.C utilisé par la Kriegsmarine (marine de guerre allemande) pendant la Seconde Guerre mondiale.

## Construction
L'U-336 est un sous-marin océanique de type VII C. Construit dans les chantiers de Nordseewerke à Emden, la quille du U-336 est posée le 28 mars 1941 et il est lancé le 4 décembre 1941. L'U-336 entre en service deux mois plus tard.

## Historique
Mis en service le 14 février 1942, l'Unterseeboot 336 reçoit sa formation de base à Kiel au sein de la 5. Unterseebootsflottille jusqu'au 30 novembre 1942, puis l'U-336 intègre sa formation de combat à Brest dans la 1. Unterseebootsflottille, dans la base sous-marine de Brest en France.
L'Unterseeboot 336 effectue cinq patrouilles, toutes sous les ordres du Kapitänleutnant Hans Hunger dans lesquelles il coule un navire marchand ennemi de 4 919 tonneaux au cours de ses 180 jours en mer.
Il réalise sa première patrouille, quittant le port de Kiel le 12 novembre 1942 pour y revenir deux jours plus tard le  13 novembre 1942.
Pour sa cinquième patrouille, l'U-336 quitte la base sous-marine de Brest le 14 septembre 1943. Après 22 jours en mer, l'U-336 est coulé le 5 octobre 1943 dans le détroit de Danemark au sud-ouest de l'Islande à la position géographique de 62° 43′ N, 27° 17′ O par des roquettes tirées par un avion Lockheed Hudson britannique (du Squadron 269/F). 
Les cinquante membres d'équipage meurent dans cette attaque.

## Affectations
- 5. Unterseebootsflottille à Kiel du 14 février au 30 novembre 1942 (Flottille d'entraînement).
- 1. Unterseebootsflottille à Brest du 1er décembre 1942 au 5 octobre 1943 (Flottille de combat).

## Commandements
- Kapitänleutnant Hans Hunger du 14 février 1942 au 5 octobre 1943

## Patrouilles
|       | Commandant         | Départ            | Départ  | Arrivée          | Arrivée | Jours     | Succès  |
| ----- | ------------------ | ----------------- | ------- | ---------------- | ------- | --------- | ------- |
| 1     | Kptlt. Hans Hunger | 12 novembre 1942  | Kiel    | 13 novembre 1942 | Kiel    | 2 jours   |         |
| 2     | Kptlt. Hans Hunger | 28 novembre 1942  | Kiel    | 8 janvier 1943   | Brest   | 42 jours  | 4 919   |
| 3     | Kptlt. Hans Hunger | 2 mars 1943       | Brest   | 11 avril 1943    | Brest   | 41 jours  |         |
| 4     | Kptlt. Hans Hunger | 8 mai 1943        | Brest   | 17 juillet 1943  | Lorient | 71 jours  |         |
|       | Kptlt. Hans Hunger | 26 août 1943      | Lorient | 27 août 1943     | Brest   | 2 jours   |         |
| 5     | Kptlt. Hans Hunger | 14 septembre 1943 | Brest   | 5 octobre 1943   | Coulé   | 22 jours  |         |
| Total | Total              | Total             | Total   | Total            | Total   | 180 jours | 4 919 t |

Note : Kplt. = Kapitänleutnant

### Opérations Wolfpack
L'U-336 a opéré avec les Wolfpacks (meute de loups) durant sa carrière opérationnelle.
1. Ungestüm (11 décembre 1942 - 30 décembre 1942)
2. Neuland (8 mars 1943 - 13 mars 1943)
3. Dränger (14 mars 1943 - 20 mars 1943)
4. Seewolf (21 mars 1943 - 30 mars 1943)
5. Oder (17 mai 1943 - 19 mai 1943)
6. Mosel (19 mai 1943 - 24 mai 1943)
7. Trutz (er juin 1943 - 16 juin 1943)
8. Trutz 2 (16 juin 1943 - 29 juin 1943)
9. Geier 3 (30 juin 1943 - 10 juillet 1943)
10. Rossbach (24 septembre 1943 - 5 octobre 1943)

## Navires coulés
L'Unterseeboot 336 a coulé un navire marchand ennemi de 4 919 tonneaux au cours des cinq patrouilles (178 jours en mer) qu'il effectua.
| Date             | Nom du navire      | Nationalité | Tonnage | Convoi  | Fait  |
| ---------------- | ------------------ | ----------- | ------- | ------- | ----- |
| 29 décembre 1942 | President Francqui | Belgique    | 4 919   | ONS-154 | Coulé |

### Source et bibliographie
- (en) Cet article est partiellement ou en totalité issu de l’article de Wikipédia en anglais intitulé « German submarine U-336 » (voir la liste des auteurs).
- Chris Bishop, historien militaire (trad. de l'anglais par Christian Muguet), Les sous-marins de la Kriegsmarine : 1939-1945 : le guide d'identification des sous-marins [« The spellmount submarine identification guide : Kriegsmarine U-boats 1939-1945 »], Paris, Éd. de Lodi, 2008, 192 p. (ISBN 978-2-84690-327-1, OCLC 470721805, BNF 41298980)